# Portlligat

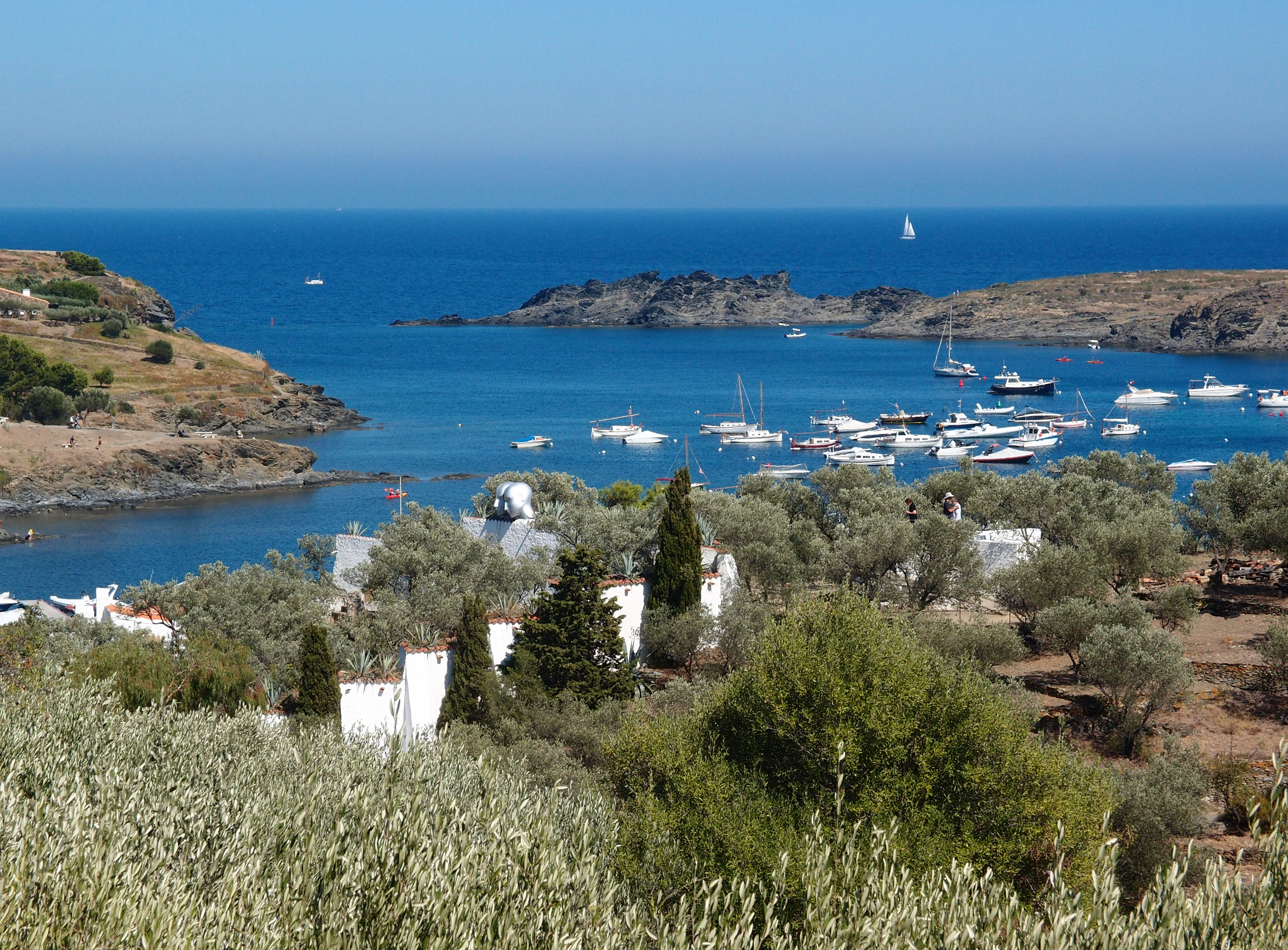
Die Bucht von Portlligat'

Portlligat oder Port Lligat ist ein kleiner Ort, gelegen an einer schmalen Bucht an der Halbinsel Cap de Creus an der Costa Brava nahe Cadaqués in der Provinz Girona in Katalonien (Spanien). Die Insel Portlligat liegt am Eingang der Bucht, vom Festland durch einen 30 Meter schmalen Kanal getrennt.

## Casa-Museu Salvador Dalí
Salvador Dalí wohnte seit 1948 mit seiner Frau Gala in Portlligat; sein Haus wurde nach seinem Tod 1989 zum Casa-Museu Salvador Dalí. Bucht und Insel erscheinen auf mehreren Gemälden Dalís; Beispiele sind Die Madonna von Portlligat (1949) und  Das letzte Abendmahl (1955).

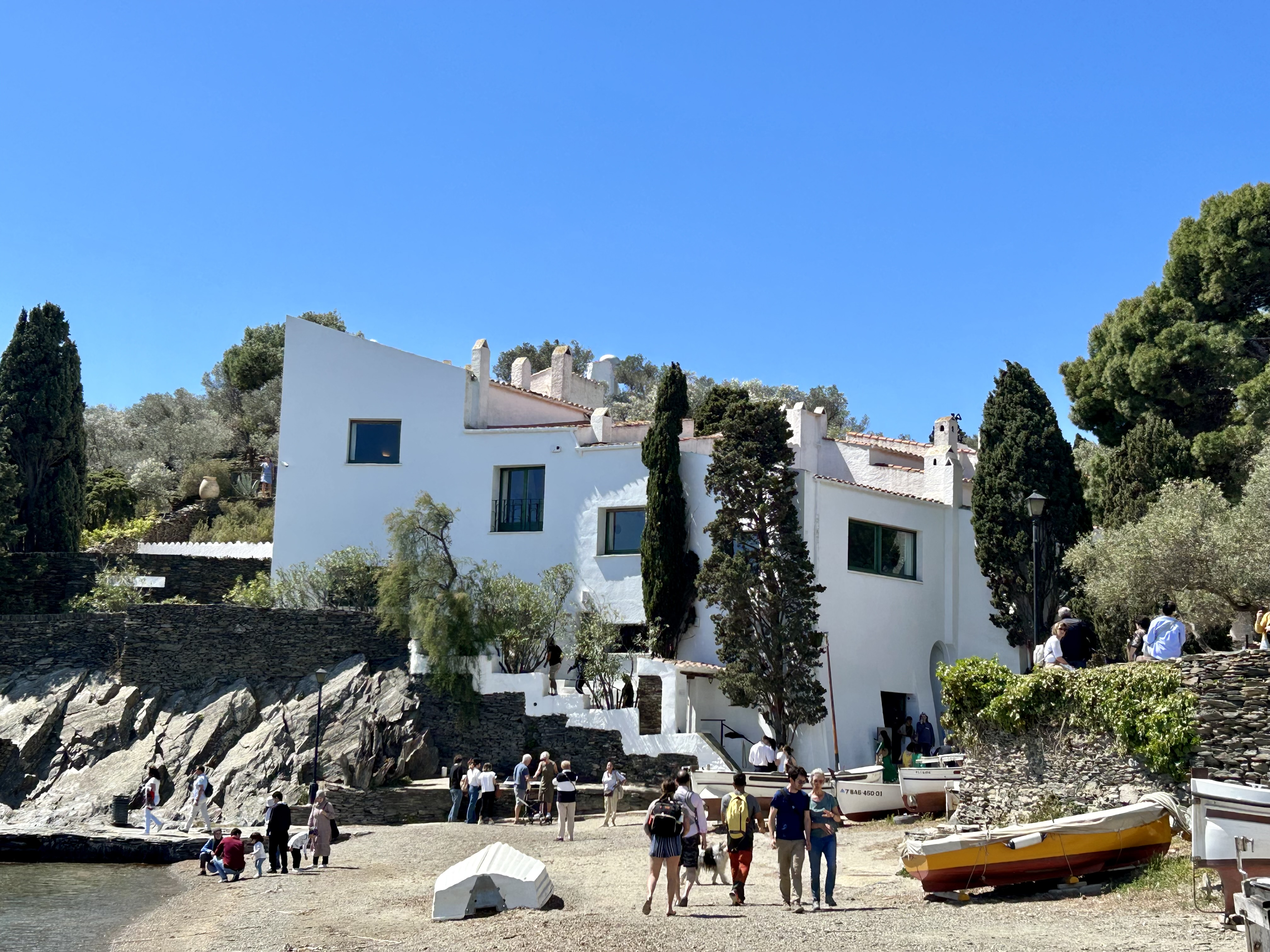
Dalís Wohnhaus, heute Casa-Museu Salvador Dalí
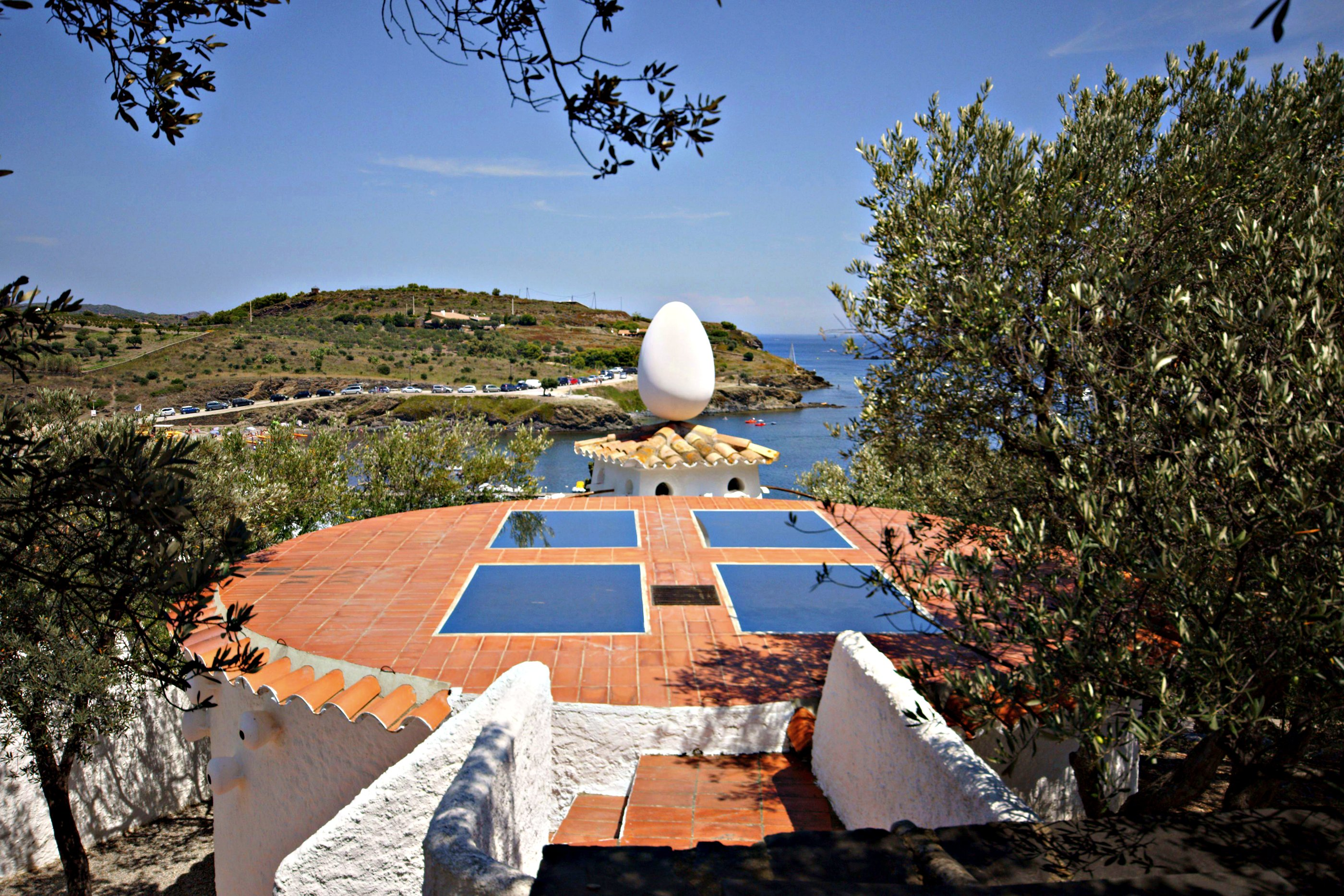
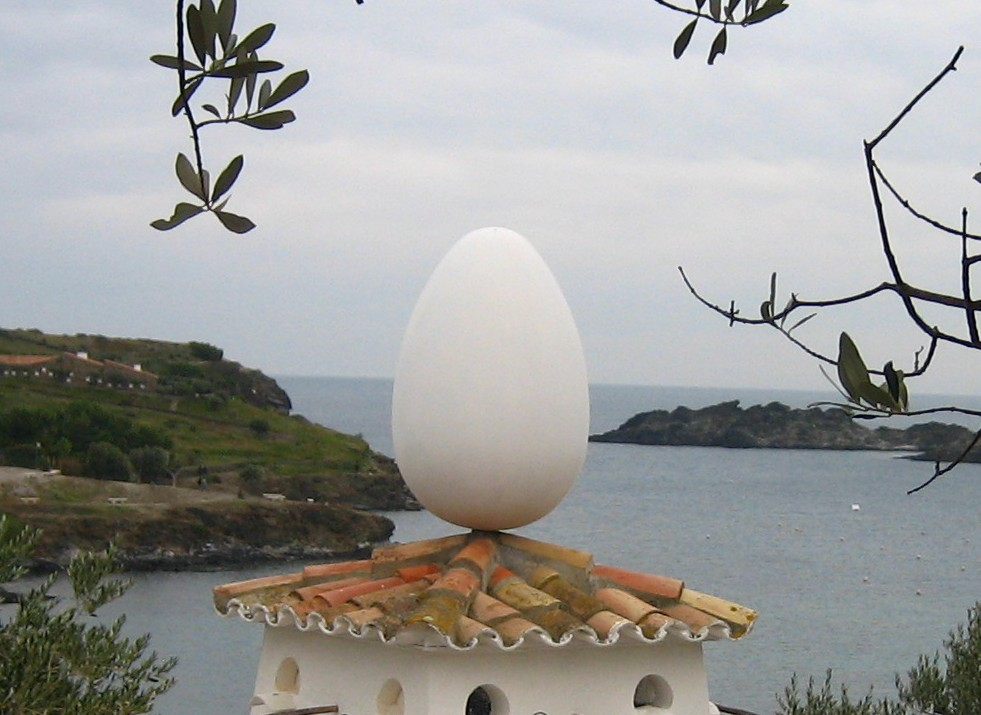
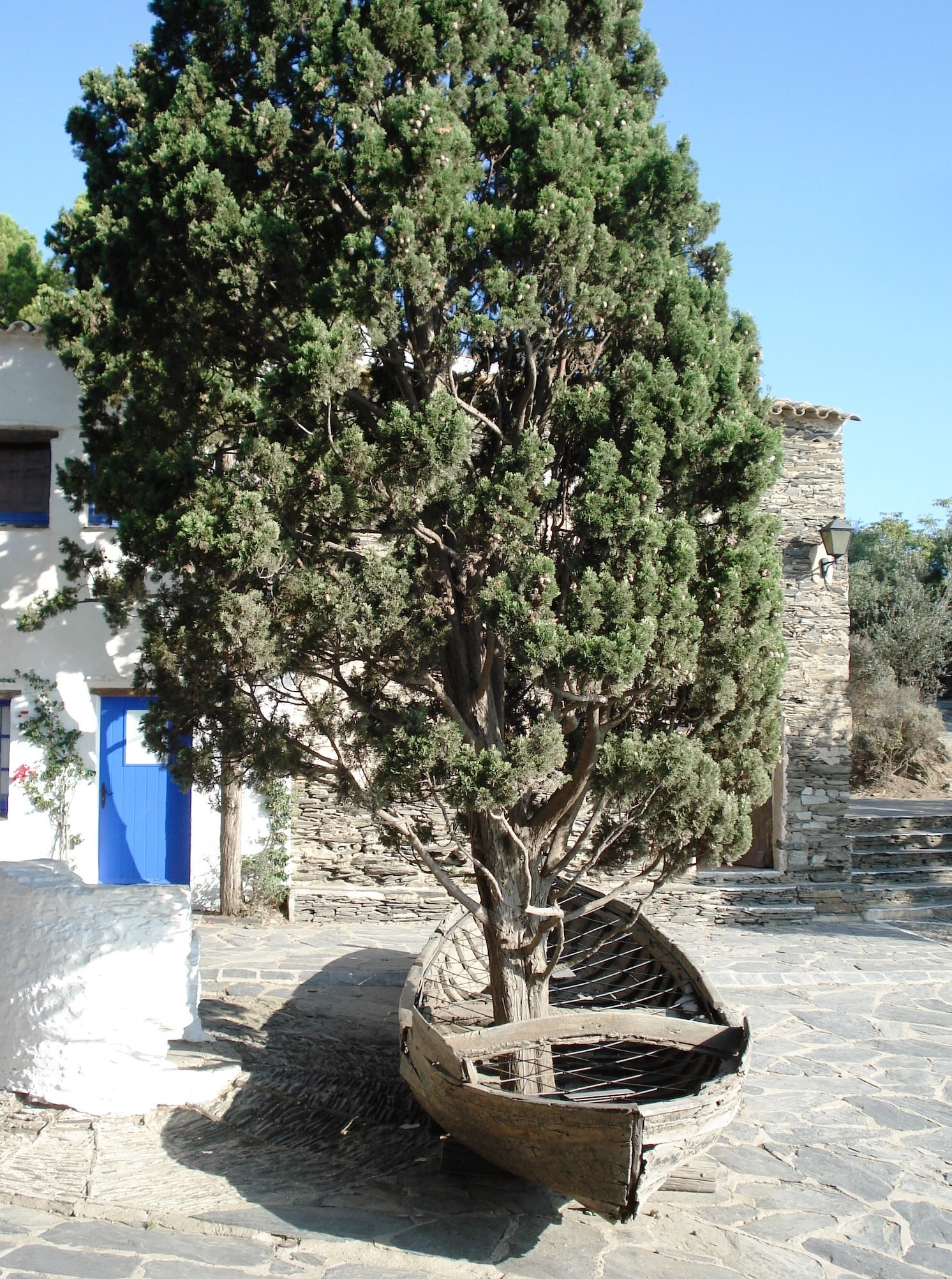
Zypresse im Boot von Salvador Dali vor dem Museum